# Pfarrkirche Bertung

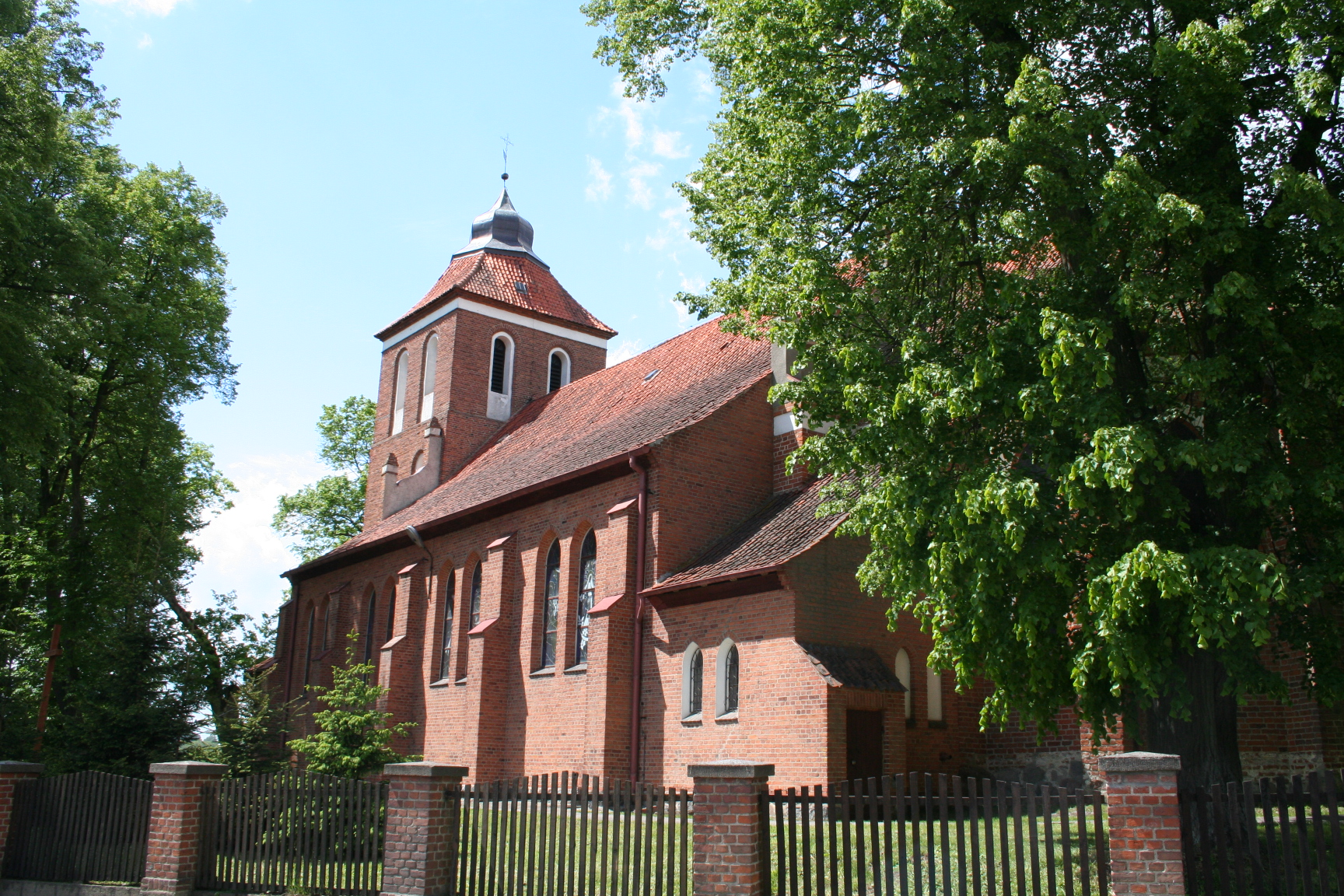
Pfarrkirche Bertung

Die römisch-katholische Pfarrkirche Bertung (polnisch Kościół Św. Jana Ewangelisty i Opatrzności Bożej) befindet sich in der zur Gmina Stawiguda gehörenden Ortschaft Bartąg in der polnischen Woiwodschaft Ermland-Masuren. Früher gehörte der Ort zum Kreis Allenstein und die Kirche zum Archipresbyterat Guttstadt des Bistums Ermland.

## Geschichte
Im Jahr 1335 erhielt der Preuße Medeken vom Domkapitel vier Hufen Land im Gebiet Bertyngen, dem späteren Klein Bertung. Der deutsche Ort Bertung wurde 1345 gegründet, wobei die Pfarrkirche sechs Freihufen erhält. Als erster Pfarrer ist 1348 Dithmarus genannt. Im Jahr 1363 wird die Verschreibung des Domkapitels über erneuert. Der Bau erfolgte Ende 15. Jahrhundert oder Anfang des 16. Jahrhunderts, wobei Chor, Langhaus und Erdgeschoss des Turms in einem Zug errichtet scheinen. Für eine späte Datierung sprechen der mehrlagige Sägefries, die halbierten Schweifbögen am Westgiebel und der nicht mehr konsequent durchgeführte gotische Verband. Nach einem Brand wurde der Bau wiederaufgebaut und 1724 neu geweiht. Im Jahr 1934 wurden dem Bau Seitenschiffe angefügt.

## Bauwerk
Der Bau ist ein ungewölbter Saalbau ohne Strebepfeiler mit eingezogenem gewölbtem Polygonalchor und im Westen vorgebautem Turm. Lediglich am Chor sind Strebepfeiler vorhanden. Im niedrigen Sockel wurde Feldstein verwendet, im aufgehenden Mauerwerk Backstein im gotischen Verband mit starken Unregelmäßigkeiten. Zwischen den Chorstreben hat der Bau große Spitzbogenfenster. Ein eingetieftes Putzband dient am Chor als Horizontalabschluss. Das Portal nach Süden ist vermauert. Das Langhaus hat auf der Süd- und der Nordseite je vier spitzbogige Fenster und ein profiliertes Portal. Ein fünflagiger Sägefries dient am Langhaus als Horizontalabschluss. Das Innere hatte nach Visitationsbericht von 1598 eine bemalte Holzdecke. Die Sakristei ist ein kleiner Anbau an der Nordseite des Chors. Der im Westen vorgebaute Turm wurde im Mittelalter nur im Erdgeschoss massiv ausgeführt. Auf der Westseite des Turms befindet sich gestuftes und profiliertes Portal. Im oberen Abschnitt befinden sich Blenden mit gekuppelten Rundbögen und ein fünflagiger Sägefries. Darüber bestehen noch elf Lagen mittelalterliches Mauerwerk des ersten Obergeschosses, worüber sich im Mittelalter ein hölzerner Aufsatz befand. Seitliche Ansätze des Westgiebels sind mit halben Schweifbögen erhalten.